# منتخب الولايات المتحدة للباندي للسيدات
منتخب الولايات المتحدة الوطني للباندي للسيدات (بالإنجليزية: United States women's national bandy team)‏ هو ممثل الولايات المتحدة الرسمي في المنافسات الدولية في الباندي للسيدات.